# Puig de Plansesserres
El Puig de Plansesserres és una muntanya de 807 metres que es troba al municipi de Montagut i Oix, a la comarca catalana de la Garrotxa.